# Gao Yaojie
Gao Yaojie (kinesiska: 高耀洁, pinyin: Gāo Yàojié), född 19 december 1927 i Cao härad, Shandong, död 10 december 2023 i New York, USA, var en kinesisk gynekolog, visselblåsare och aidsaktivist. Hon uppmärksammades internationellt för sin roll i att avslöja aidsepidemin i Henan under 1990- och 2000-talen.

## Biografi
Gao föddes i en välbärgad familj i Cao härad i Shandong. Hennes familj tvingades fly till Kaifeng i Henan under det andra kinesisk-japanska kriget. Hon utbildade sig i medicin vid Henanunversitetet och praktiserade hon som obstetriker och gynekolog. Hon sattes i fängelse ett år 1954 för att ha varit behjälplig vid en abort. Under kulturrevolutionen var Gao i en utsatt position som både välutbildad akademiker och tillhörande en välbärgad famiilj. hon kunde inte praktisera mellan 1966 och 1974. Efter 1974 kunde Gao återvända till arbetet och hon fokuserade på gynekologi. Så småningom utsågs hon till professor vid Henans institut för traditionell kinesisk medicin.
Gao pensionerades i början av 1990-talet, men 1996 ombads hon att undersöka en kvinna i Zhengzhou som hade drabbats av en okänd sjukdom. Gao insåg snart att kvinnan hade drabbats av aids. Det visade sig att kvinnan hade smittats av HIV genom en blodtransfusion. Tillsammans med bland andra Wang Shuping, en epidemiologiskt skolad infektionsläkare i Zhengzhou, undersökte Gao omfattningen av HIV-epidemin i Henan och kopplingen till den kommersiella insamlingen av blodplasma. De kunde visa hur otillräckliga hygienrutiner hade lett till att ett stort antal donatorer hade smittats av HIV. Förenta Nationerna uppskattade 2005 att minst 55 000 donatorer hade smittats. En kinesisk expert, Zhang Ke, uppskattade 2004 att 170 000 donatorer hade smittats, samt ytterligare 130 000 som smittats genom blodtransfusioner i sjukvården.
Gao fortsatte under många år att resa runt bland byarna i Henan och informera om HIV och aids. Hon hjälpte barn som blivit föräldralösa och delade ut mediciner. Hon hade ofta problem med myndigheterna, bland annat hävdade hon att hennes telefon var avlyssnad och hon nekades flera gånger att resa utomlands. Under en tid 2007 satt hon också i husarrest. Till slut valde hon 2009 att försöka ta sig till USA för att inte riskera att åter sättas i husarrest. 2010 fick hon en position vid Columbia University i New York där hon sedan dess var bosatt. Gao har skrivit flera böcker om aids.

## Priser och utmärkelser
2001 belönades Gao av Global Health Council med Jonathan Mann Award för sina insatser mot HIV och aids i Henan. Hon kunde inte närvara vid prisutdelningen eftersom kinesiska myndigheter inte gav henne tillåtelse att resa till USA. Gao var en av 25 levande asiatiska hjältar som listades av Time Magazine 2002. När Gao belönades med Ramon Magsaysay Award 2003 valde hon enligt en intervju med Radio Free Asia att inte ansöka om tillstånd att resa eftersom det skulle vara ”som att be om trubbel”.